# Soussac
Soussac – miejscowość i gmina we Francji, w regionie Nowa Akwitania, w departamencie Żyronda.
Według danych na rok 1990 gminę zamieszkiwało 195 osób, a gęstość zaludnienia wynosiła 30 osób/km² (wśród 2290 gmin Akwitanii Soussac plasuje się na 982. miejscu pod względem liczby ludności, natomiast pod względem powierzchni na miejscu 1319.).